# Egbert Lachaert
Egbert Rutger Lachaert (Gent, 4 juli 1977) is een Belgisch advocaat en voormalig partijvoorzitter van Open Vld.

## Levensloop
Lachaert doorliep zijn secundaire studies aan het Koninklijk Atheneum Voskenslaan te Gent en studeerde in 2000 af in de rechten aan de universiteit van Gent. Na zijn studies werd hij advocaat aan de balie van Gent, eerst in een kantoor voor sociaal recht en daarna als zelfstandig advocaat.
Tijdens zijn studies in Gent werd hij in 1997 actief in het Liberaal Vlaams Studentenverbond, waarvan hij in 1999-2000 nationaal voorzitter was. In 2002 werd hij kernlid van de denktank Liberales, waarvan hij vanaf 2005 woordvoerder en coördinator was. Net als zijn vader Patrick Lachaert werd hij politiek actief voor Open Vld. Van 2006 tot 2011 was hij voorzitter van de Jong VLD-afdeling van Merelbeke. In deze gemeente was Lachaert van 2007 tot 2018 OCMW-raadslid.
Bij de Vlaamse verkiezingen van juni 2009 stond Lachaert als eerste opvolger op de Open Vld-lijst in Oost-Vlaanderen. Een jaar later, bij de federale verkiezingen van juni 2010, stond hij op de vierde plaats voor Open Vld in Oost-Vlaanderen, maar hij raakte niet verkozen. Eind 2012 was hij kandidaat-partijvoorzitter van Open Vld. Hij nam het op tegen Gwendolyn Rutten, die naar voor geschoven werd door de partijtop. Uiteindelijk won Rutten met iets minder dan 60 procent van de stemmen (12.101 stemmen tegenover 8.264 voor Lachaert).
Bij de gemeenteraadsverkiezingen van oktober 2012 was hij lijsttrekker voor Open Vld in Merelbeke. Hij werd verkozen als gemeenteraadslid  en was van 2013 tot 2018 OCMW-voorzitter en schepen voor Sociale en Juridische Zaken en ICT. Sinds januari 2019 is hij eerste schepen van Merelbeke, bevoegd voor Jeugd, Sport, Ouderenzorg, Juridische Zaken, ICT en Burgerparticipatie.
Eind september 2013 kwam hij voor de kieskring Oost-Vlaanderen in het Vlaams Parlement terecht als opvolger van Filip Anthuenis, die ontslag had genomen. Hij bleef er zetelen tot in mei 2014. Tijdens zijn korte periode in het Vlaams Parlement nam hij 56 parlementaire initiatieven en was hij actief in de commissies  Mobiliteit en Openbare Werken en Economie.
Bij de federale verkiezingen van 25 mei 2014 werd hij verkozen tot lid van de Kamer van volksvertegenwoordigers. Als Kamerlid legde hij zich vooral toe op arbeidsmarktbeleid en het beleid rond bedrijfswagens. In mei 2019 werd hij herkozen en hij zetelde tot 2024 in de Kamer. Na de verkiezingen werd hij in juli 2019 in de Kamer de voorzitter van de Open Vld-fractie. Als fractieleider slaagde hij er samen met Vincent Van Quickenborne in de vorming van een paars-groene regering tegen te houden, omdat hij het sociaal-economisch programma verwierp.
Op 30 januari 2020 kondigde hij aan dat hij zich (samen met running mates Bert Schelfhout en Eva De Bleeker) voor de tweede maal kandidaat stelde bij de voorzittersverkiezingen van Open Vld. Hij nam het daarin op tegen burgemeester van Oostende Bart Tommelein, Vlaams Parlementslid Els Ampe en Stefaan Nuytten. In zijn campagne schoof hij het ongedaan maken van de kernuitstap naar voren, evenals de invoering van een regionale fiscale autonomie. In de eerste ronde van de voorzittersverkiezingen, waarvan de resultaten op 22 mei 2020 bekend werden gemaakt, behaalde Lachaert 61,03 procent van de stemmen, waardoor hij Gwendolyn Rutten mocht opvolgen als partijvoorzitter van Open Vld.
Tijdens de regeringsonderhandelingen vormde Lachaert een liberaal front met de Franstalige zusterpartij Mouvement Réformateur (MR). In augustus 2020 werd hij aangesteld als koninklijk opdrachthouder om de in het slop geraakte regeringsonderhandelingen recht te trekken. Lachaert had in het verleden niet onder stoelen of banken gestoken dat hij een paars-gele regering genegen was, maar had ook geen veto tegen andere formules uitgesproken. Na het afspringen van de poging van Bart De Wever en Paul Magnette om een paars-gele regering te vormen, stuurde Lachaert als opdrachthouder de onderhandelingen alsnog richting een paars-groene coalitie, die de "Vivaldi"-coalitie werd gedoopt, met socialisten, liberalen, ecologisten en CD&V. Op 4 september werd hij samen met sp.a-voorzitter Conner Rousseau preformateur, om die coalitie effectief op poten te zetten. Nadat het duo het eens was geraakt over een aantal basisgaranties voor de toekomstige regering, gaven ze op 23 september de fakkel door aan Alexander De Croo en Paul Magnette, die als coformateurs de regering-De Croo op de been brachten.
Eind juni 2023 kondigde Lachaert zijn vertrek aan als partijvoorzitter. Het vertrek had te maken met de opeenvolgende slechte resultaten voor Open Vld in de peilingen Daarnaast functioneerde hij als voorzitter in de schaduw van zijn partijgenoot en premier Alexander De Croo, waardoor hij onvoldoende ruimte had om zijn stempel te drukken op de partij. Vervolgens startte Alexander De Croo interne besprekingen op over de aanstelling van een waarnemende voorzitter die tot de verkiezingen van 2024 de partij zou leiden, waarna het partijbureau van Open Vld op 4 juli 2023 Tom Ongena aanduidde als waarnemend voorzitter.
Bij de Vlaamse verkiezingen van 9 juni 2024 kreeg Lachaert de tweede plaats toegewezen op de Oost-Vlaamse lijst van zijn partij. Als dusdanig raakte hij verkozen in het Vlaams Parlement. Na de vorming van de Vlaamse regering trad hij in oktober 2024 aan als fractievoorzitter voor zijn partij in het Vlaams Parlement.
In oktober 2024 voerde Lachaert de liberale lijst aan in de toekomstige fusiegemeente Merelbeke-Melle. Die werd de grootste en vormde een meerderheid met CD&V en N-VA, waardoor hij begin 2025 de eerste burgemeester van deze gemeente werd.

## Trivia
In 2021 speelde hij mee in De Slimste Mens ter Wereld. Hij speelde 1 aflevering mee.